# Degradosoma
El degradosoma (también ARN degradosoma) es un complejo multiproteico bacteriano que está implicado en el procesamiento del ARN ribosómico y en la degradación del ARN mensajero. Está compuesto por las proteínas ARN helicasa B, ARNasa E y polinucleótido fosforilasa.